# Памятник Алексею Куропаткину
Памятник Куропаткину — бронзовая скульптура в городе Торопец Тверской области, посвящённая Алексею Николаевичу Куропаткину. Алексей Куропаткин — русский военный и государственный деятель, похоронен в селе Шешурино в 60 километрах от Торопца. Высота скульптуры более 2 метров, не считая пьедестала. Скульптором является Сергей Николаевич Воробьёв — автор и скульптор многих мемориальных досок Челябинска. Памятник был отлит на средства челябинского предпринимателя Дмитрия Логунова. Торжественное открытие монумента произошло 28 июля 2019 года, в этот день Торопец праздновал своё 945-летие. Глава Торопецкого района Александр Бриж, выступая на торжестве, подчеркнул:
«Многие десятилетия жизнь и деятельность Куропаткина не была оценена по достоинству. И вот сейчас на торопецкой земле, где он провел значительный отрезок своей жизни, установлен памятник Алексею Николаевичу — дань благодарных потомков».

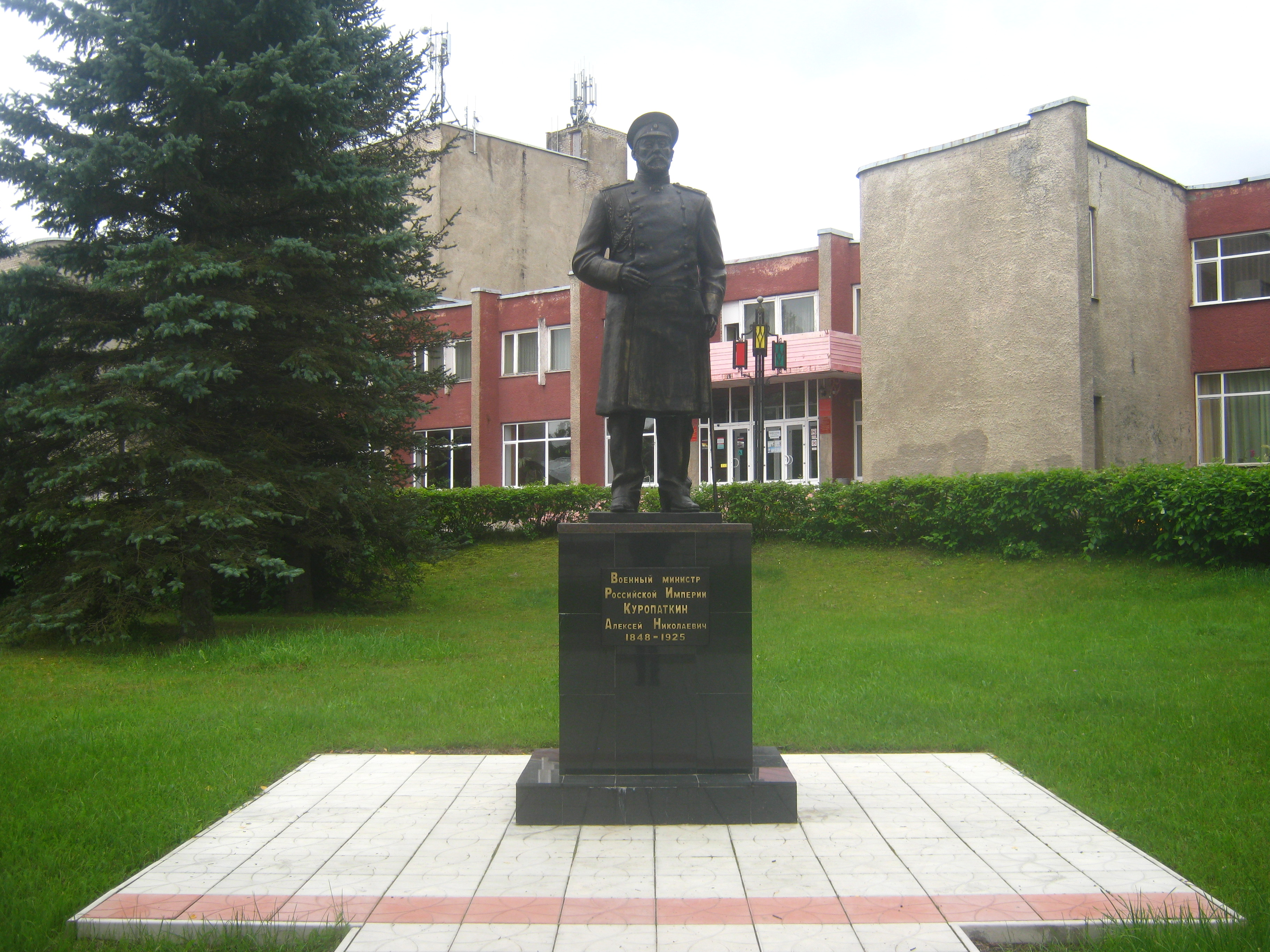
Памятник находится рядом с торопецким ДК
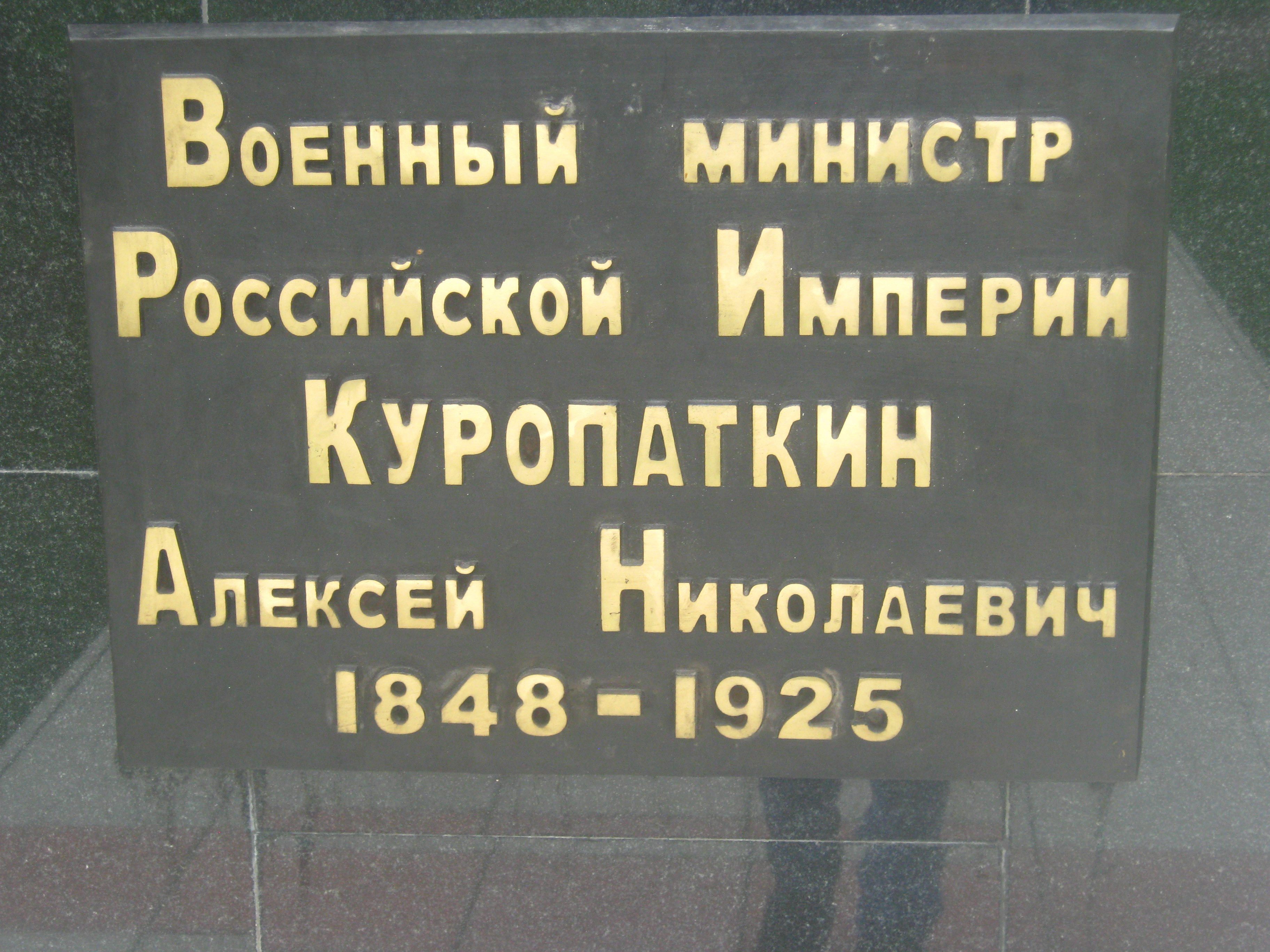
Мемориальная доска на памятнике